# William Maury
 (octobre 2018).
Si vous disposez d'ouvrages ou d'articles de référence ou si vous connaissez des sites web de qualité traitant du thème abordé ici, merci de compléter l'article en donnant les références utiles à sa vérifiabilité et en les liant à la section « Notes et références ».
William Maury (également connu sous les noms de Willmaury ou de William) est un auteur et dessinateur de bandes dessinées français, né le 12 juin 1969 à Millau, résidant[Quand ?] à Millau (Aveyron). Il est l'auteur de la série Les Sisters, publiée chez Bamboo Édition. Il a fait dix-neuf tomes de la série.

## Biographie
William Maury est autodidacte ; il illustre dans quelques magazines régionaux (Aveyron Mag, Lozère Mag et Cantal Mag) des enquêtes culinaires humoristiques du commissaire Magret. Il publie sa première bande dessinée intitulée Alban de Montcausson chez Aveyron BD : une romance médiévale scénarisée par Philippe Ajalbert.
En 2004, Maury rencontre le cinéaste Georges Lautner par le biais d'Emmanuel Proust (EP éditions). Ils publient deux tomes d'une comédie policière nommée Baraka. Chez ce même éditeur, William Maury a travaillé en tant que coloriste pour divers albums (Agatha Christie tomes 9 et 13, Bonecreek tome 1 et Amérikkka tome 6).
Début 2006, William crée des planches en noir et blanc mettant en scène ses deux filles, Wendy et Marine. Il crée le blog UADF (abréviation de Un air de famille). En 2007, il signe chez Bamboo Édition avec la série Les Sisters, bande dessinée coscénarisée par Christophe Cazenove et inspirée des planches d'Un air de famille.

## Publications
- Alban de Montcausson, Aveyron éditions, 2003
- Baraka 1, La pilule de la chance, EP éditions, 2004
- Baraka 2, La chance aux trousses, EP éditions, 2006

### Les Sisters
- t. 1, Un air de famille, Bamboo Édition, 2008.  (ISBN 9782350784953)
- t. 2, À la mode de chez nous, Bamboo Édition, 2008.  (ISBN 9782350785493)
- t. 3, C'est elle qu'a commencé, Bamboo Édition, 2009.  (ISBN 9782350786568)
- t. 4, C'est nikol crème !, Bamboo Édition, 2009.  (ISBN 9782350787824)
- t. 5, Quelle chouchoute !, Bamboo Édition, 2010.  (ISBN 9782818901625)
- t. 6, Un namour de Sister, Bamboo Édition, 2011.  (ISBN 9782818907900)
- t. 7, Mon coup d'soleil, c'est toi !, Bamboo Édition, 2012.  (ISBN 9782818922026)
- t. 8, Tout pour lui plaire !, Bamboo Édition, 2013.  (ISBN 9782818925324)
- t. 9, Toujours dans les pattes !, Bamboo Édition, 2014.  (ISBN 9782818932056)
- t. 10, Survitaminées !, Bamboo Édition, 2015.  (ISBN 9782818934487)
- t. 11, C'est dans sa nature !, Bamboo Édition, 2016.  (ISBN 9782818940372)
- t. 12, Attention tornade, Bamboo Édition, 2017.  (ISBN 9782818943502)
- t. 13,  Kro d'la chance !, Bamboo Édition, 2018.  (ISBN 9782818947173)
- t. 14, Juré, Craché, menti !, Bamboo Édition, 2019. (ISBN 9782818967362)
- t. 15, Fallait pas me chercher !, Bamboo Édition, 2020. (ISBN 9782818976791)
- t. 16, Cap' ou pas Cap' ?, Bamboo Édition, 2021. (ISBN 9782818984093)
- t. 17, Dans tes rêves !, Bamboo Édition, 2022. (ISBN 9782818994436)
- t. 18, Tu veux ma photo ?, Bamboo Édition, 2023.  (ISBN 9791041101283)
- t. 19, Ça déménage !, Bamboo Édition, 2024. (ISBN 9791041103355)

Format poche
- t. 1, Exposé grandeur nature, Bamboo Édition, 2010.  (ISBN 9782350789200)
- t. 2, Le Parc à quoi tik, Bamboo Édition, 2011.  (ISBN 9782818902677)
- t. 3, Le lapin des neiges, Bamboo Édition, 2012.  (ISBN 9782818908457)
- t. 4, Le chat à bandoulière, Bamboo Édition, 2012.  (ISBN 9782818921449)
- t. 5, Les Sisters olympiques, Bamboo Édition, 2013.  (ISBN 9782818922279)
- t. 6, Tonnerre de tendresse, Bamboo Édition, 2013.  (ISBN 9782818924686)
- t. 7, La foire aux secrets, Bamboo Édition, 2014.  (ISBN 9782818925614)

- Les Sisters en guide : mode d'emploi, Bamboo Édition, juin 2010
- Les SuperSisters tome 1 : Privée de laser!, Bamboo Édition, juin 2011
- Les Toutous des Sisters : Bamboo Édition, mai 2013
- La Cuisine des Sisters : Bamboo Édition, juin 2014
- Les SuperSisters tome 2 partie 1 : Bamboo Édition, juin 2015